# 鶴見聡貴
鶴見 聡貴（つるみ としたか、1986年12月22日 - ）は、神奈川県出身の元サッカー選手。ポジションはミッドフィールダー、フォワード。

## 来歴
湘南ベルマーレジュニアユース、ユース、そしてトップチームと生え抜き中の生え抜きであったが、中盤の選手層が厚い湘南では出場機会が限られ、2007年4月10日に当時JFL所属のガイナーレ鳥取に期限付き移籍。
移籍当初の鳥取は開幕5試合未勝利と不振を極めていたが、鳥取デビュー戦となるJFL・前期第6節のロッソ熊本戦で決勝ゴールを挙げる活躍を見せると、すぐにファンから認知されるまでになる。この年のシーズンは、JFLでのチーム最多タイとなる7得点を挙げ、シーズン終了後は去就が注目されたが、期限付き移籍の1年延長が発表された。
しかし2008年、前年のシーズン終盤での怪我による影響で大きく出遅れる事となる。JFL・前期最終節の佐川印刷SC戦で、ようやくシーズン初出場を果たす。後期第8節のFC琉球戦では、プロ入り以降初のハットトリックを達成した。シーズン終盤、試合中に負傷し再び離脱する事になり、この年は怪我に苦しんだ1年となった。シーズン終了後に期限付き移籍期限1年再延長で残留する事が決定した。
2009年は自身2度目のチーム得点王（リーグ全体でも4位タイ）となる11得点を挙げる活躍を見せたものの、チームは2年連続で5位に終わりJ2参入を逃した。翌2010年から完全移籍で鳥取に加入することが決定した。
2010年、チームはリーグ優勝および翌年からのJ2参入が決定したものの、自身は2度の長期離脱もあって2得点に終わった。
2013年シーズン終了後、契約満了により鳥取を退団。
2014年、当時関西サッカーリーグ1部の奈良クラブへ移籍。リーグ戦全14試合に出場しチームのリーグ優勝に貢献、続く第38回全国地域サッカーリーグ決勝大会には5試合に出場しチームの優勝・JFL昇格に貢献した。2015年から背番号を10に変更、JFL26試合に出場した。
2016年、鳥取時代のチームメイトだった山村泰弘が監督を務めるFCマルヤス岡崎へ移籍。同年シーズン終了後、FCマルヤス岡崎を退団。
2017年、現役を引退し古巣のガイナーレ鳥取にスタッフ入りした。

## 所属クラブ
- 鵠南FC
- 湘南ベルマーレジュニアユース（藤沢市立湘洋中学校）
- 2002年 - 2004年 湘南ベルマーレユース（藤沢総合高校）
- 2005年 - 2009年 湘南ベルマーレ
  - 2007年4月 - 2009年 ガイナーレ鳥取（期限付き移籍）
- 2010年 - 2013年 ガイナーレ鳥取
- 2014年 - 2015年 奈良クラブ
- 2016年 FCマルヤス岡崎

## 個人成績
| 国内大会個人成績 | 国内大会個人成績 | 国内大会個人成績 | 国内大会個人成績 | 国内大会個人成績 | 国内大会個人成績 | 国内大会個人成績 | 国内大会個人成績 | 国内大会個人成績 | 国内大会個人成績 | 国内大会個人成績 | 国内大会個人成績 |
| 年度             | クラブ           | 背番号           | リーグ           | リーグ戦         | リーグ戦         | リーグ杯         | リーグ杯         | オープン杯       | オープン杯       | 期間通算         | 期間通算         |
| 年度             | クラブ           | 背番号           | リーグ           | 出場             | 得点             | 出場             | 得点             | 出場             | 得点             | 出場             | 得点             |
| 日本             | 日本             | 日本             | 日本             | リーグ戦         | リーグ戦         | リーグ杯         | リーグ杯         | 天皇杯           | 天皇杯           | 期間通算         | 期間通算         |
| ---------------- | ---------------- | ---------------- | ---------------- | ---------------- | ---------------- | ---------------- | ---------------- | ---------------- | ---------------- | ---------------- | ---------------- |
| 2005             | 湘南             | 27               | J2               | 0                | 0                | -                | -                | 0                | 0                | 0                | 0                |
| 2006             | 湘南             | 26               | J2               | 5                | 0                | -                | -                | 1                | 0                | 6                | 0                |
| 2007             | 湘南             | 26               | J2               | 0                | 0                | -                | -                | -                | -                | 0                | 0                |
| 2007             | 鳥取             | 17               | JFL              | 26               | 7                | -                | -                | 2                | 0                | 29               | 7                |
| 2008             | 鳥取             | 17               | JFL              | 13               | 3                | -                | -                | 1                | 0                | 14               | 3                |
| 2009             | 鳥取             | 17               | JFL              | 32               | 11               | -                | -                | 0                | 0                | 32               | 11               |
| 2010             | 鳥取             | 17               | JFL              | 10               | 2                | -                | -                | 1                | 0                | 11               | 2                |
| 2011             | 鳥取             | 17               | J2               | 16               | 0                | -                | -                | 0                | 0                | 16               | 0                |
| 2012             | 鳥取             | 17               | J2               | 29               | 3                | -                | -                | 1                | 0                | 30               | 3                |
| 2013             | 鳥取             | 17               | J2               | 11               | 0                | -                | -                | 0                | 0                | 11               | 0                |
| 2014             | 奈良             | 22               | 関西1部          | 14               | 5                | -                | -                | 3                | 1                | 17               | 6                |
| 2015             | 奈良             | 10               | JFL              | 26               | 3                | -                | -                | 1                | 0                | 27               | 3                |
| 2016             | マルヤス         | 10               | JFL              | 22               | 2                | -                | -                | -                | -                | 22               | 2                |
| 通算             | 日本             | 日本             | J2               | 61               | 3                | -                | -                | 2                | 0                | 63               | 3                |
| 通算             | 日本             | 日本             | JFL              | 119              | 28               | -                | -                | 5                | 0                | 124              | 28               |
| 通算             | 日本             | 日本             | 関西1部          | 14               | 5                | -                | -                | 3                | 1                | 17               | 6                |
| 総通算           | 総通算           | 総通算           | 総通算           | 204              | 36               | -                | -                | 10               | 1                | 214              | 37               |

- 2006年6月17日 - プロデビュー(J2・第22節) - 横浜FC戦(平塚競技場)
- 2007年4月15日 - 公式戦初得点(JFL・前期第6節) - ロッソ熊本戦(鳥取県立布勢総合運動公園陸上競技場)
- 2012年8月19日 - Jリーグ初得点(J2・第29節) - ジェフユナイテッド市原・千葉戦 (とりぎんバードスタジアム)